# Money, Money, Money
Money, Money, Money is een nummer van de Zweedse popgroep ABBA. Het is de tweede single van hun album Arrival uit 1976. In november van dat jaar werd het nummer op single uitgebracht.

## Achtergrond
Money, Money, Money werd geschreven door Benny Andersson en Björn Ulvaeus. De werktitel van het nummer was Gypsy Girl. De dramatische structuur van het nummer paste goed bij de stem van Anni-Frid Lyngstad, die in dit nummer de hoofdzang voor haar rekening neemt.
Het nummer is een vroege indicatie van de vaardigheid die Ulvaeus en Andersson hadden om muziek te schrijven voor een musical. Zoals van bijna alle ABBA-platen werd er van Money, Money, Money een videoclip gemaakt. Regisseur Lasse Hallström verklaarde later dat hij de videoclip van Money, Money, Money de beste van ABBA vond die hij geregisseerd had. In Nederland werd de videoclip destijds op televisie uitgezonden in het popprogramma AVRO's Toppop met AVRO Hilversum 3-dj Ad Visser.
De plaat werd wereldwijd een hit. In thuisland Zweden bereikte de plaat de hitlijsten echter niet. In de Verenigde Staten werd de 56e positie in de Billboard Hot 100 bereikt, in Canada de 47e, in Australië, Nieuw-Zeeland, Mexico, Frankrijk en Duitsland de nummer 1-positie. In het Verenigd Koninkrijk werd de 3e positie in de UK Singles Chart bereikt.
In Nederland was de plaat op maandag 1 november 1976 de 45e AVRO's Radio en TV-Tip, op vrijdag 6 november 1976 Veronica Alarmschijf en op zaterdag 13 november 1976 de 295e Troetelschijf op Hilversum 3 en werd een gigantische hit in de destijds twee hitlijsten op de nationale publieke popzender. De plaat bereikte de nummer 1-positie in zowel de Nationale Hitparade als de Nederlandse Top 40. In de op Hemelvaartsdag 27 mei 1976 gestarte Europese hitlijst op Hilversum 3, de TROS Europarade, werd eveneens de nummer 1-positie bereikt.
Ook in België werd de nummer 1-positie bereikt in zowel de Vlaamse Ultratop 50 als de Vlaamse Radio 2 Top 30. Ook in de Waalse Ultratop 50 werd de nummer 1-positie behaald.

## Hitnoteringen

### Nederlandse Top 40
| "Money, Money, Money" in de Nederlandse Top 40 binnen: 13-11-1976 | "Money, Money, Money" in de Nederlandse Top 40 binnen: 13-11-1976 | "Money, Money, Money" in de Nederlandse Top 40 binnen: 13-11-1976 | "Money, Money, Money" in de Nederlandse Top 40 binnen: 13-11-1976 | "Money, Money, Money" in de Nederlandse Top 40 binnen: 13-11-1976 | "Money, Money, Money" in de Nederlandse Top 40 binnen: 13-11-1976 | "Money, Money, Money" in de Nederlandse Top 40 binnen: 13-11-1976 | "Money, Money, Money" in de Nederlandse Top 40 binnen: 13-11-1976 | "Money, Money, Money" in de Nederlandse Top 40 binnen: 13-11-1976 | "Money, Money, Money" in de Nederlandse Top 40 binnen: 13-11-1976 | "Money, Money, Money" in de Nederlandse Top 40 binnen: 13-11-1976 | "Money, Money, Money" in de Nederlandse Top 40 binnen: 13-11-1976 | "Money, Money, Money" in de Nederlandse Top 40 binnen: 13-11-1976 | "Money, Money, Money" in de Nederlandse Top 40 binnen: 13-11-1976 |
| Week                                                              | 1                                                                 | 2                                                                 | 3                                                                 | 4                                                                 | 5                                                                 | 6                                                                 | 7                                                                 | 8                                                                 | 9                                                                 | 10                                                                | 11                                                                | 12                                                                |                                                                   |
| ----------------------------------------------------------------- | ----------------------------------------------------------------- | ----------------------------------------------------------------- | ----------------------------------------------------------------- | ----------------------------------------------------------------- | ----------------------------------------------------------------- | ----------------------------------------------------------------- | ----------------------------------------------------------------- | ----------------------------------------------------------------- | ----------------------------------------------------------------- | ----------------------------------------------------------------- | ----------------------------------------------------------------- | ----------------------------------------------------------------- | ----------------------------------------------------------------- |
| Positie                                                           | 10                                                                | 3                                                                 | 1                                                                 | 1                                                                 | 2                                                                 | 3                                                                 | 9                                                                 | 12                                                                | 17                                                                | 32                                                                | 35                                                                | 40                                                                | uit                                                               |

### Nationale Hitparade
| "Money, Money, Money" in de Nationale Hitparade binnen: 13-11-1976 | "Money, Money, Money" in de Nationale Hitparade binnen: 13-11-1976 | "Money, Money, Money" in de Nationale Hitparade binnen: 13-11-1976 | "Money, Money, Money" in de Nationale Hitparade binnen: 13-11-1976 | "Money, Money, Money" in de Nationale Hitparade binnen: 13-11-1976 | "Money, Money, Money" in de Nationale Hitparade binnen: 13-11-1976 | "Money, Money, Money" in de Nationale Hitparade binnen: 13-11-1976 | "Money, Money, Money" in de Nationale Hitparade binnen: 13-11-1976 | "Money, Money, Money" in de Nationale Hitparade binnen: 13-11-1976 | "Money, Money, Money" in de Nationale Hitparade binnen: 13-11-1976 |
| Week                                                               | 1                                                                  | 2                                                                  | 3                                                                  | 4                                                                  | 5                                                                  | 6                                                                  | 7                                                                  | 8                                                                  |                                                                    |
| ------------------------------------------------------------------ | ------------------------------------------------------------------ | ------------------------------------------------------------------ | ------------------------------------------------------------------ | ------------------------------------------------------------------ | ------------------------------------------------------------------ | ------------------------------------------------------------------ | ------------------------------------------------------------------ | ------------------------------------------------------------------ | ------------------------------------------------------------------ |
| Positie                                                            | 13                                                                 | 3                                                                  | 2                                                                  | 1                                                                  | 1                                                                  | 2                                                                  | 11                                                                 | 20                                                                 | uit                                                                |

### TROS Europarade
Hitnotering: 25-11-1976 t/m 24-02-1977. Hoogste notering: #1 (4 weken).

### NPO Radio 2 Top 2000
| Nummer met noteringen in de NPO Radio 2 Top 2000 | '00 | '01  | '02  | '03  | '04  | '05  | '06  | '07  | '08  | '09  | '10  | '11  | '12  | '13-'17 | '18  | '19  | '20  | '21  | '22  | '23  | '24  |
| ------------------------------------------------ | --- | ---- | ---- | ---- | ---- | ---- | ---- | ---- | ---- | ---- | ---- | ---- | ---- | ------- | ---- | ---- | ---- | ---- | ---- | ---- | ---- |
| Money, Money, Money                              | 577 | 1004 | 1284 | 1463 | 1262 | 1051 | 1496 | 1232 | 1264 | 1420 | 1452 | 1354 | 1822 | -       | 1791 | 1786 | 1776 | 1475 | 1358 | 1177 | 1662 |

1. ↑  Een '-' betekent dat het nummer niet was genoteerd en een vetgedrukt getal geeft de hoogste notering aan.
2. ↑  2000 was het eerste jaar met een notering voor dit nummer.

## Trivia
- Het nummer komt voor in de musical Mamma Mia! evenals in de verfilming ervan. Money, Money, Money wordt gezongen door Donna (Meryl Streep) waarbij ze uitlegt niet veel geld te hebben en hunkert naar een rijke man of de jackpot.
- Samen met het nummer Money van Pink Floyd wordt Money, Money, Money vaak gebruikt als achtergrondmuziek bij tv-programma's over financiën.
- Lyngstad zingt in dit lied te tekst "... I'll have to go, to Las Vegas or Monaco". Later heeft ze zich ook daadwerkelijk in Monaco gevestigd.